# Galeopsis wirtgenii
Galeopsis × wirtgenii — вид квіткових рослин родини глухокропивові (Lamiaceae).

## Поширення
Рослина зустрічається в Європі (Франція, Чехія).